# Citavi
Citavi (що можна перекласти з латини як «Я процитував») — бібліографічний менеджер і органайзер знань для Microsoft Windows, розроблений швейцарською компанією Swiss Academic Software [Архівовано 22 листопада 2018 у Wayback Machine.].
Citavi допомагає організовувати наукову діяльність за трьома напрямками: управління бібліографічними записами, упорядкування цитат, нотаток і файлів, а також планування завдань. Дозволяє вставляти бібліографічні посилання і цитати в Microsoft Word і ряд LaTeX редакторів. Витягує бібліографічні метадані з ISBN, DOI, PubMed, штрих-кодів, PDF-файлів. Здійснює пошук книг і статей у понад 5000 бібліотек світу з імпортом метаданих. Має власний браузер і переглядач PDF-файлів. Має плагіни для Internet Explorer, Mozilla Firefox та Google Chrome, що дозволяють автоматично знаходити і імпортувати бібліографічні дані, а також плагін для Adobe Acrobat Reader з опціями автоматичного створення цитат з виділених фрагментів тексту. Використовує для форматування бібліографії понад 9000 стилів цитування, а також зручний редактор для їх зміни або створення власних стилів. До онлайн-сервісу Citavi серед іншого належать розсилка новин на електронні адреси, відео- і онлайн-посібник з користування програмою і форум підтримки.
Citavi використовують по всьому світу в університетах, дослідницьких установах, на фірмах і в державних структурах. Найбільш широко програма поширена в Німеччині, Австрії та Швейцарії, де ліцензії придбали понад 250 вищих навчальних закладів і дослідницьких установ. Станом на листопад 2018 програма доступна сьома мовами: німецькою, англійською, французькою, польською, італійською, іспанською і португальською.

## Історія та версії
Програма розроблена швейцарською компанією Swiss Academic Software (Веденсвіль, Швейцарія). Прототипом стала програма LiteRat, розроблена Дюссельдорфський університет, перша версія якої вийшла в 1995 році. У 2006 році вийшла нова версія під назвою Citavi 2.0, а в 2010 році її третя версія. На сьогоднішній день актуальна шоста версія програми (Citavi 6), яка використовує хмарний сервіс для зберігання баз даних та дозволяє групову роботу віддалених один від одного користувачів над спільними проектами.
Citavi 6 доступна у трьох варіантах:
- Citavi Free: безкоштовна версія, яка доступна без використання ліцензійного ключа, і застосовується до роботи в групах. Ця версія обмежується 100 бібліографічними записами в одному проекті.
- Citavi for Windows: платна версія для особистого користування і для користування в невеликих групах. Проекти зберігаються у вигляді файлу на особистому комп'ютері або на загальному мережевому диску.
- Citavi for DBServer: платна версія для групових проектів. Проекти базуються в локальній мережі Інтернет або на встановленій на сервері Microsoft SQL хмарної платформі Windows Azure (для великих і дуже великих груп).

Citavi працює з операційною системою Windows, а також з системами Linux і OS X шляхом віртуалізації. Окрему розробку для OS X було припинено 2011 року.

## Функціональні можливості Citavi
Citavi допомагає організовувати наукову діяльність за трьома напрямками: управління бібліографічними записами, упорядкування цитат, нотаток і файлів, а також планування завдань.

### Робота з бібліографічною інформацією (References)
- Створення понад 35 типів літературних джерел (книг, статей, аудіо і відео записів тощо).
- Ручне введення даних або імпорт бібліографічної інформації з різних джерел:
  - інших бібліографічних менеджерів (EndNote, RefWorks та ін.);
  - інтернет-сторінок (за допомогою плагіну Citavi picker для браузерів Mozilla Firefox, Internet Explorer та Google Chrome);
  - штрих-кодів книжок за допомогою смартфону з встановленим сканером штрих-кодів;
  - PDF-файлів, якщо вони містять відповідні метадані;
  - наявних бібліографічних списків;

- Онлайн-пошук літератури у різних джерелах:
  - понад 5000 світових бібліотек;
  - за наявними ISBN, DOI та PubMed;

- Створення списків бібліографічних посилань із створенням власних стилей або використанням понад 11300 готових.

### Робота з нотатками, цитатами та файлами
Citavi може керувати вирізками з тексту і картинками з документів, створюючи з них цитати (Quotes). Достатньо виділити потрібний фрагмент тексту і натиснути кнопку «Quote», щоб виділений фрагмент був позначений кольором, з нього була створена цитата і прикріплена до батьківської бібліографічного запису. Відповідно, згодом кожна цитата завжди буде супроводжуватися бібліографічним посиланням на відповідне джерело. Цитати з PDF-документів з'єднуються з документом в Citavi таким чином, щоб за їх допомогою було можливо в будь-який момент повернутися до відповідного місця у PDF-документі.
Ще один тип інформації в Citavi — нотатки (Knowledge Items) — текстові замітки, що пов'язуються з тією ж самою системою категорій, що й бібліографічні записи, перетворюючи Citavi зі звичайного бібліографічного менеджера на універсальну базу знань.
Citavi дозволяє створювати не тільки текстові нотатки, а й замітки з прикріпленими файлами. При цьому файли pdf, MS Office, і ряд графічних форматів можуть проглядатися безпосередньо всередині програми у відповідній панелі.

### Інші можливості та інструменти
- Ієрархічна система категорій, що дозволяє повністю відтворити структуру майбутньої наукової роботи. Таким чином, в кожній категорії зберігаються всі пов'язані з нею матеріали: статті, книги, цитати, нотатки, файли, а також завдання. Кожна одиниця інформації може бути віднесена до будь-якої кількості категорій.
- Додаткові можливості організації та систематизації інформації за допомогою тегів, груп та маркерів різних кольорів.
- Гнучка система пошуку по базі даних, із застосуванням десятків критеріїв або їхніх комбінацій. Можливість зберігати пошукові запити для майбутнього використання. Повнотекстовий пошук по PDF-файлах, прикріплених до записів.
- Менеджер завдань. Створення завдань як щодо роботи в цілому, так і для конкретних бібліографічних записів із зазначенням типу дії.[3]
- Починаючи з Citavi 5 доступний плагін для MS Word, що дозволяє відображати панель Citavi та працювати з інформацією безпосередньо у текстовому редакторі.

## Хмарні сервіси і групова робота
Від 6-ї версії програми можливе розміщення баз даних на хмарному сервісі Citavi — що важливо, зі збереженням можливості локального зберігання. Базу даних можна в будь-який момент конвертувати з локальної на хмарну і навпаки. За умов відсутності доступу до інтернету робота теж можлива: щойно зв'язок з сервером буде відновлений, Citavi синхронізує усі зміни.
Місце у хмарному сховищі безкоштовне й необмежене, хоч розробник просить не завантажувати PDF-файли розміром понад 100 Мб і не створювати бази даних понад 5 Гб. Як приклад, розмір моєї робочої бази, що містить понад 7000 бібліографічних записів і нотаток, менш ніж 50 Мб.  
За умов використання хмарного сховища можлива групова робота, що у попередніх версіях була доступною лише користувачам дорожчої і складнішої версії програми — Citavi for DBServer. Відтепер все відбувається як в звичних Google Docs: власникові бази даних достатньо надіслати запрошення потенційним учасникам та встановити повноваження для кожного. Є також внутрішній чат для членів команди.